# Nocturnus
Nocturnus byla americká death metalová kapela, která se zformovala v roce 1987 v Tampě a byla tedy součástí floridské death metalové scény. Zakládajícím členem byl Mike Browning, dřívější bubeník kapely Morbid Angel, k němuž se přidali kytaristé Mike Davis a Gino Marino, baskytarista Jeff Estes a klávesista Louis Panzer. Nocturnus byla jedna z prvních kapel, která začala ve své death metalové hudbě využívat klávesy a zvukové efekty. Texty se zaměřovaly na antikřesťanství, okultismus a science fiction.
Debutní studiové album s názvem The Key vyšlo v roce 1990, předcházelo mu vydání dvou demonahrávek Nocturnus (1987) a The Science of Horrors (1988). Druhé LP Thresholds vyšlo v roce 1992, obě alba u britského vydavatelství Earache Records. Poté se skupina rozloučila s bubeníkem Mikem Browningem a na jeho místo přišel James Marcek. Tato obměněná sestava nahrála minialbum Nocturnus (obsahovalo skladby Possess the Priest a Mummified) a chtěla se připravit k nahrávání třetího dlouhohrajícího alba, nicméně Earache Records o ni neměli zájem. Nocturnus se na čas rozpadli.

Kapela se obnovila v létě 1998. Klávesista Louis Panzer, kytaristé Sean McNenney a Mike Davis, baskytarista Edward „Emo“ Mowery a bubeník Rick Bizarro skládali materiál pro novou desku Ethereal Tomb, která vyšla u francouzské firmy Season of Mist v říjnu 1999.
Kapela definitivně zanikla v roce 2002, celkem tedy vydala tři dlouhohrající desky.

## Logo
Původní logo obsahovalo obrácený pentagram a z krajních písmen N a S vyrůstala chapadla. Logo použité na třetím albu Ethereal Tomb z roku 1999 bylo v modernějším střihu.

## Diskografie

### Dema
- Nocturnus (1987)
- The Science of Horror (1988)

### Studiová alba
- The Key (1990)
- Thresholds (1992)
- Ethereal Tomb (1999)

### EP
- Nocturnus (1993)

### Kompilace
- The Nocturnus Demos (2004)

### Video
- A Farewell to Planet Earth (2004)